# Зефир (мифология)
Зефи́р (др.-греч. Ζέφυρος, «западный», микен. ze-pu2-ro) — мифологическое второстепенное божество Древней Греции. Сын Астрея и Эос, брат Борея, Эвра и Нота. Упомянут в «Илиаде» (II, 147 и др.). Самый мягкий из ветров, посланник весны. Считалось, что он жил в пещере во Фракии. Его римский эквивалент — Фавоний, властвовавший над растениями и цветами.
Его возлюбленная — Хлорида (латинский аналог — Флора), которая породила от него Карпоса. Также Зефир — соперник Аполлона в любви к Гиацинту. По одной из версий, также был мужем богини радуги Ириды, от которой родился Эрос. У Гомера он назван отцом Балия и Ксанфа, коней Ахилла.
Олицетворял западный ветер, который по мнению древних, господствовал в Средиземном море, начиная с весны, и наибольшей интенсивности достигал к летнему солнцестоянию. Образ бога в западном Средиземноморье характеризовался силой и непостоянством, так как он, хотя и тёплый, но часто приносил с собой дожди и даже бури, в то время как в его восточной части Зефир почти всегда был лёгким и приятным ветерком.
Отсюда происходит разница в представлениях о Зефире греков, считавших его одним из самых сильных и стремительных ветров, и римлян, соединявших с ним и ныне вызываемую им ассоциацию — ласкающего, лёгкого ветра. О разнице в свойствах Зефира на Западе и на Востоке, по-видимому, имели понятие составители гомеровских песен, которые заставляют Зефир дуть на островах блаженных, находящихся на крайнем западе и не знающих ни бурь, ни дождей, ни снега.
Ввиду своей быстроты считался вестником богов. В его честь был воздвигнут жертвенник в Аттике. Зефир веет на Елисейских полях. Ему посвящён LXXX орфический гимн.

Считался зеленоглазым юношей с зелёными крыльями. 
- Зефир и Гиацинт; аттический краснофигурный кубок из Тарквинии, ок. 480 г. до н. э., Музей изящных искусств
- Зефир и Флора, ок. 1720 г., Антонио Коррадини, Музей Виктории и Альберта
- Зефир и Хлорида кисти Вильяма Бугро (1875)
- Изображение Зефира на стороне Башни ветров в Афинах.